# Оливейра, Бернардо
Бернардо Лансао Оливейра (англ. Bernardo Lancao Oliveira; род. 16 марта 2004, Рио-де-Жанейро) — австралийский футболист бразильского происхождения, полузащитник клуба «Макартур».

## Клубная карьера
Оливейра — воспитанник клубов «Порт Аделаида Пайретс», «Аделаида Олимпик», ФФСА НТС и «Мельбурн Сити». В 2019 году игрок был включён в заявку на сезон последних, но так и не дебютировал за основной состав. В 2021 году Оливейра перешёл в «Аделаида Юнайтед». 20 ноября в матче против «Перт Глори» он дебютировал в A-Лиге. 12 февраля 2022 года в поединке против «Веллингтон Феникс» Бернардо забил свой первый гол за «Аделаида Юнайтед». 
В начале 2024 года Оливейра подписал контракт с «Макартуром». 18 января в матче против «Брисбен Роар» он дебютировал за новую команду. 18 февраля в поединке против «Веллингтон Феникс» Бернардо забил свой первый гол за «Макартур». 

## Международная карьера
В 2022 году в составе олимпийской сборной Австралии Оливейра принял участие в молодёжном чемпионате Азии в Узбекистане. На турнире он сыграл в матчах против команд Кувейта, Туркменистана и Японии.
В 2023 году в составе молодёжной сборной Австралии Оливейра принял участие в молодёжном Кубке Азии в Узбекистане. На турнире он сыграл в матчах против команд Вьетнама, Ирана, Катара и Узбекистана. В поединке против катарцев Бернардо сделал «дубль».